# Danh sách chi của Noctuidae:V
Noctuidae là một họ bướm đêm lớn gồm rất nhiều chi:
A B C D E F G H I J K L M N O P Q R S T U V W X Y Z
| - Valeria - Valerietta - Valeriodes - Vallagyris - Vandana - Vapara - Varia - Varicosia - Varina | - Veia - Velazconia - Vescisa - Vespola - Vestura - Via - Victrix - Vietteania - Viettentia | - Villosa - Viminia - Violaphotia - Virgo - Viridemas - Vittappressa - Vogia - Volazaha - Vulcanica |